# Коник оранжерейний
Коник оранжерейний, жук тепличний[джерело?] (Tachycines asynamorus) — синантропний вид комах із ряду прямокрилих. Науково описано з Palm House в Санкт-Петербурзі.
Забарвлення світло-коричневе з більш темними плямами і смугами. Довжина тіла самців до 17 мм, самок до 19 мм, вусиків самців 75 мм і самок 80 мм. Задні лапи сягають понад 20 мм і дозволяють стрибати в довжину на великі відстані. У самця немає крил. Самки мають масивний довгий яйцеклад.
Ймовірно, походить зі східної Азії (з південного Китаю), де мешкає на полях і лугах. Жука завезли в Європу і Північну Америку. Також зустрічається в Польщі, його присутність була зареєстрована в багатьох містах по всій країні. Він оселився в теплицях і не зустрічається поза цими приміщеннями, що відображено в його назві. У теплих регіонах його можна знайти в зоопарках, квартирах і гаражах. В оранжереї ботанічного саду у Вроцлаві виявлено популяцію, яка оцінюється в 2000 особин.
Жуки — нічні комахи. Днями ховаються під листям, у щілинах стін, часто біля труб опалення. Спочатку їх вважали оранжерейними шкідниками, але пізніше з'ясувалося, що вони харчуються в основному дрібними комахами (зокрема, попелицею), багатоніжками та слимаками. При нестачі тваринної їжі або води вживають і рослинну їжу.
Яйця самка відкладає в землю, протягом кількох місяців їх кількість може сягати кілька сотень. В опалювальних теплицях личинки з'являються через 3–4 місяці, а їх подальший розвиток триває до 7 місяців.